# Чипотле

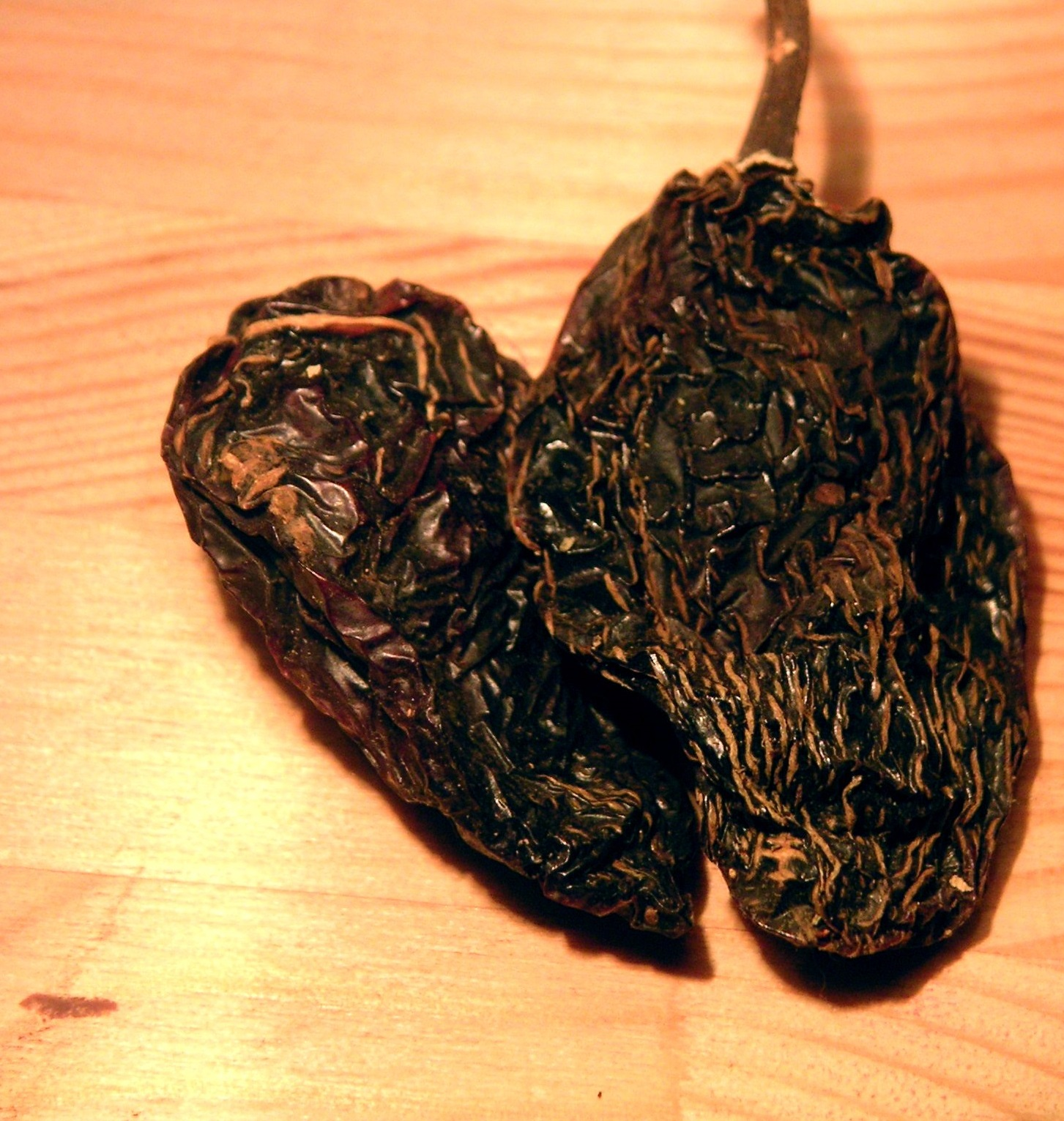
Чипотле

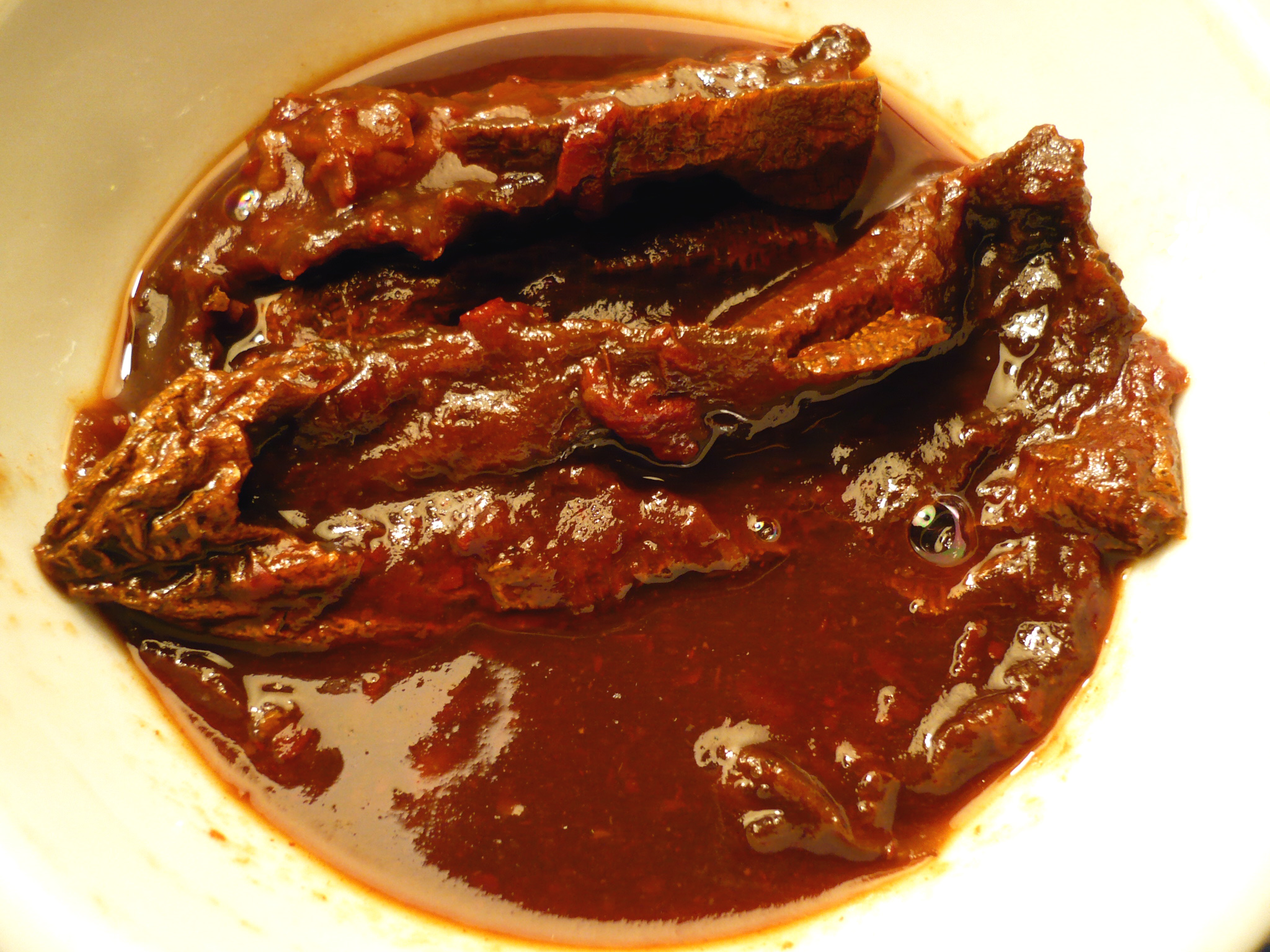
Чипотле в маринаде адобо

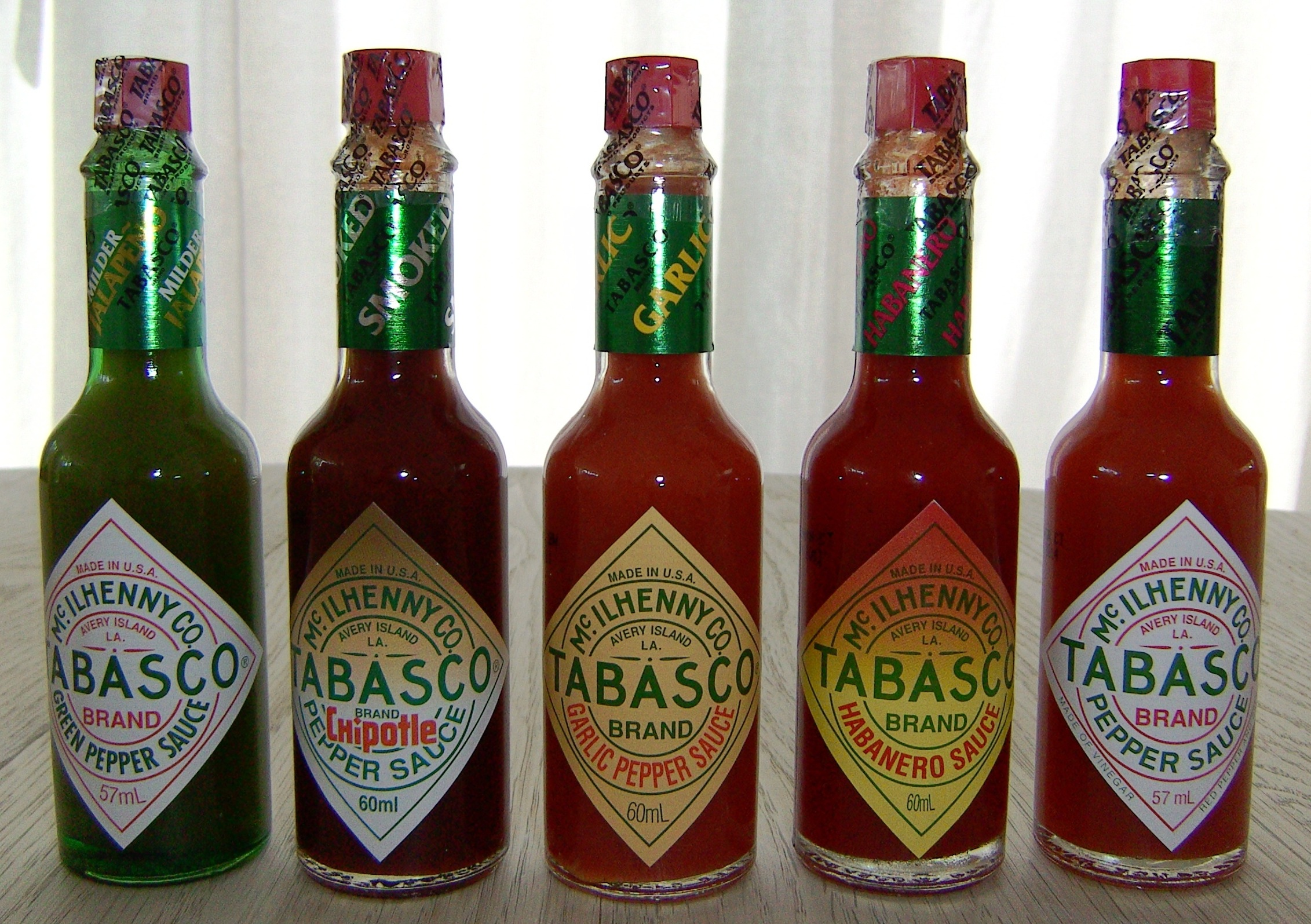
Соус Табаско Чипотле (второй слева)

Чипо́тле (исп. chipotle, от аст. chīlpoctli — копчёный чили) — мексиканская приправа, представляющая собой копчёный красный перец халапеньо. Используется преимущественно в мексиканской кухне. По шкале жгучести Сковилла чипотле имеет от 5000 до 10 000 ЕШС, что относится к средней степени жгучести, но является более жгучим, чем свежий халапеньо.

## Изготовление
Для приготовления чипотле отбирают созревшие естественным способом красные перцы Халапеньо. Они подвергаются копчению на древесном дыму в течение нескольких дней, в результате чего они, как правило, теряют 9/10 своей массы и высыхают до состояния сухофруктов.

## Использование
В чипотле естественная жгучесть халапеньо сочетается с дымным ароматом, он часто является ключевым ингредиентом блюд мексиканской кухни. Его добавляют в различные соусы, такие как моле и сальсу. Также его добавляют в супы, используют при тушении мяса и овощей. Чипотле заготавливают в маринаде адобо (англ.).
На основе чипотле производят один из видов соуса табаско.